# شریدان لیک (کلرادو)
شریدان لیک (به انگلیسی: Sheridan Lake) شهری در ایالت کلرادو کشور ایالات متحده آمریکا است که جمعیت آن در سرشماری سال ۲۰۱۰ میلادی، ۸۸ نفر بوده‌است.